# Нюрос, Гунилла
Гунилла Биргитта Нюрос (швед. Gunilla Birgitta Nyroos; род. 7 октября 1945, Вааса, Финляндия) — шведская актриса и режиссёр.

## Биография
Гунилла Нюрос родилась в городе Вааса (Финляндия) в смешанной финско-шведской семье. В детстве переехала в Стокгольм, где её интерес к театру привел её в школьный театральный кружок. Она играла в массовке в Ккоролевского драматического театра и брала частные уроки у Сиф Руд. Из-за недостатка жилья в Стокгольме семья часто переезжала, в результате Нюрос оказалась в Гётеборге, где в 1966 году поступила в театральную школу. После её окончания в 1969 году она начала работу в гётеборгском Фолькстеатерн, где встретилась с будущим мужем, Леннартом Юльстрёмом, в 1976 году ставшим директором театра. Вместе они создали несколько спектаклей. У них есть дочь Ханна.
В 1986 году Нюрос вернулась в Стокгольм и, среди прочего, участвовала в проекте Рикстеатерн Folkteatern Sverige вместе с театром Сёдра. С 1994 года она начала играть в Королевском драматическом театре, одновременно участвуя в спектаклях Стокгольмского городского театра. Также Нюрос занялась постановкой спектаклей в Королевском драматическом театре, Стокгольмском городском театре, Рикстеатерн и театре Гильотен.
Осенью 2008 года Гунилла Нюрос участвовала в спектакле Васатеатерн по пьесе Роберта Харлинга «Стальные магнолии», где роли исполняли Пернилла Аугуст, Сюзанна Рейтер, Мелинда Киннаман, Сесилия Нильссон и Линда Ульвеус.
В 2013 году она сыграла роль Сильды Грауман в спектакле по пьесе Джона Робина Бейтца Andra ökenstäder Королевского драматического театра, где её партнёрами выступили Мари Йёрансон, Ройбен Саламандер, Ингела Ольссон и Ганс Клинга.

### Кино и телевидение
Гунилла Нюрос дебютировала на экране в 1966 году в телефильме Стаффана Вестерберга Clownen Beppo. В 1970-х годы её наиболее известными работами стали роль Лиллемор Андерссон в телесериале Hem till byn (1971—2006), роль Май в фильме Om 7 flickor (1973), участие в сериалах Леннарта Юльстрёма Gyllene år и Raskens и фильмах Янне Халльдоффа. Но наибольший успех пришёл к актрисе в 1985 году, когда за роль Софьи Ковалевской в фильме Юльстрёма Berget på månens baksida (1983) она получила премию «Золотой жук».
Благодаря таким ролям как Моа Мартинсон в фильме Moa (1986), Рита в Timmarna med Rita (1985/1988), фильму-моноспектаклю Shirley Valentine (1989), участию в сериалах Träpatronerna (1984, 1988), Tre kärlekar (1989-91) и «Благие намерения»(1992), а также ряду представленных на сцене и телевидении известных персонажей Гунилла Нюрос зарекомендовала себя в качестве одной из самых выдающихся актрис.
За роли в фильмах Rusar i hans famn  (1996) и Nina Frisk (2007) Норас была номинированная на премию «Золотой жук» как лучшая актриса второго плана. Она также снялась в фильме «Мио, мой Мио» (1987) совместного производства СССР, Швеции и Норвегии. В 1998 году ей была присуждена премия Guldtackan за позитивные женские роли, в частности, за фильм Rusar i hans famn (1996).

## Награды и премии
- 1984 — премия кинофестиваля в Таормине[3];
- 1985 — премия «Золотой жук» за лучшую женскую роль[3];
- 1998 — премия Guldtackan[3];
- 2008 — премия Моа Мартинсон[3];
- 2010 — медаль Литературы и искусств[6].

## Избранная фильмография
- 1966 — Clownen Beppo (телефильм)
- 1970 — Sonja (телесериал)
- 1971—2006 — Hem till byn (телесериал)
- 1974 — Förr visste jag precis (телесериал)
- 1973 — Om 7 flickor
- 1975 — Gyllene år (телесериал)
- 1976 — Raskens (телесериал)
- 1976 — A.P. Rosell, bankdirektör (телесериал)
- 1976, 1981 — Fleksnes fataliteter (телефильм)
- 1976 — Polare
- 1977 — Jack
- 1980 — Bröllop med förhinder (телесериал)
- 1980 — Innan vintern kommer (телесериал)
- 1981 — Kallocain (телесериал)
- 1981 — Hundarnas morgon
- 1982 — Flickan som inte kunde säga nej
- 1982 — Time Out (телесериал)
- 1982 — Flygande service (телесериал)
- 1983 — Berget på månens baksida
- 1983 — Vid din sida (телесериал)
- 1984, 1988 — Träpatronerna (телесериал)
- 1986 — Moa
- 1986 — Prinsessan av Babylonien (телефильм)
- 1987 — Мио, мой Мио — тетя Эдна
- 1987 — Komedianter (телетеатр)
- 1987 — Undanflykten
- 1987 — Nionde kompaniet
- 1988 — Måsen (телетеатр)
- 1988 — Timmarna med Rita (телетеатр)
- 1989—1991 — Tre kärlekar (телесериал)
- 1991 — Guldburen (телесериал)
- 1992 — Kejsarn av Portugallien
- 1996 — Den goda viljan (телесериал)
- 1996 — Rusar i hans famn
- 1998 — Den tatuerade änkan (телесериал)
- 1998 — Ivar Kreuger (телесериал)
- 2000 — Brottsvåg (телесериал)
- 2001 — Fru Marianne (телесериал)
- 2001 — Reparation
- 2003 — Talismanen (телесериал)
- 2003 — Solbacken: Avd. E (телесериал)
- 2003 — Spaden
- 2007 — Nina Frisk
- 2008 — Bang och världshistorien
- 2010 — Maria Wern — Stum sitter guden (телесериал)
- 2010 — Sissela och dödssynderna (телесериал)
- 2013 — Känn ingen sorg
- 2014 — Hallåhallå
- 2016 — Tjuvjägaren

## Избранные театральные работы
| Год  | Роль                    | Спектакль автор                                         | Режиссёр         | Театр                           |
| ---- | ----------------------- | ------------------------------------------------------- | ---------------- | ------------------------------- |
| 1996 | —                       | Kabaré… tre år kvar…                                    | Леннарт Юльстрём | Королевский драматический театр |
| 1997 | Сью Бейлис              | «Все мои сыновья» Артур Миллер                          | Бьёрн Меландер   | Королевский драматический театр |
| 2004 | Любовь Андреевна        | «Вишнёвый сад» Антон Чехов                              | Леннарт Юльстрём | Стокгольмский городской театр   |
| 2012 | Мисс Вега Мать епископа | «Фанни и Александр» Ингмар Бергман                      | Стефан Ларссон   | Королевский драматический театр |
| 2013 | Сильда Грауман          | Andra ökenstäder (Other desert cities) Джон Робин Бейтц | Стефан Ларссон   | Королевский драматический театр |
| 2014 | Королева Маргарита      | «Ричард III» Уильям Шекспир                             | Стефан Ларссон   | Королевский драматический театр |
| 2016 | —                       | Medan vi väntar Пер Нароскин                            | Фредрик Майер    | Культурхусет Стадстеатерн       |